# Жевново
Жевново (пол. Rzewnowo, нім. Revenow) — село в Польщі, у гміні Камень-Поморський Каменського повіту Західнопоморського воєводства.
Населення — 209 осіб (2011).
У 1975-1998 роках село належало до Щецинського воєводства.

## Демографія
Демографічна структура станом на 31 березня 2011 року:
|          | Загалом | Допрацездатний вік | Працездатний вік | Постпрацездатний вік |
| -------- | ------- | ------------------ | ---------------- | -------------------- |
| Чоловіки | 107     | 25                 | 71               | 11                   |
| Жінки    | 102     | 17                 | 65               | 20                   |
| Разом    | 209     | 42                 | 136              | 31                   |